# 当麻豊浜
当麻 豊浜（たいま/ たぎま の とよはま）は、飛鳥時代の貴族。姓は公、冠位は小紫。

## 経歴
当麻氏は用明天皇の子である麻呂子皇子（当麻皇子）を祖とする一族である。
事績は不明で、天武天皇10年（681年）2月30日に小紫位で没したことだけが知られる。小紫は高位であり、天武朝の人物の（死後贈位でない）生前冠位の中でもっとも高い。子の当摩国見は壬申の乱でなんらかの勲功があったと見られ、持統天皇期に封戸を与えられている（続日本紀）。